# Franklin Herrera
Franklin Juan Herrera Gómez (Oruro, 14 aprile 1988) è un ex calciatore boliviano, di ruolo difensore.